# Велика илузија (филм из 2013)
Велика илузија (енгл. Now You See Me) амерички је трилер из 2013. редитеља Луја Летерјеа.
Радња прати ФБИ агента Дилана Роудса који трага за тимом илузиониста познатих под именом "Четири коњаника" након што су током једне од својих тачака опљачкали банку у Француској и новац пребацили на рачуне људи у публици. Главне улоге тумаче Џеси Ајзенберг, Марк Рафало, Вуди Харелсон, Ајла Фишер, Дејв Франко, Мелани Лоран, Морган Фриман и Мајкл Кејн.
Упркос подељеним мишљењима критике, филм је остварио добру зараду на биоскопским благајнама, а наставак под називом Велика илузија: Други чин биће премијерно приказан 10. јуна 2016.

## Улоге
| Глумац         | Улога          |
| -------------- | -------------- |
| Џеси Ајзенберг | Дени Атлас     |
| Марк Рафало    | Дилан Роудс    |
| Вуди Харелсон  | Мерит Макини   |
| Ајла Фишер     | Хенли Ривс     |
| Дејв Франко    | Џек Вајлдер    |
| Мелани Лоран   | Алма Дреј      |
| Морган Фриман  | Тадијус Бредли |
| Мајкл Кејн     | Артур Треслер  |
| Мајкл Кели     | агент Фулер    |
| Комон          | агент Еванс    |
| Жосе Гарсја    | Етјен Форсје   |
| Катрина Балф   | Џасмин Треслер |
| Елајас Котијас | Лајонел Шрајк  |